# Michael Gleason
Michael Daniel "Mike" Gleason (Filadèlfia, Pennsilvània, 16 de novembre de 1876 – Filadèlfia, 11 de gener de 1923) va ser un remer estatunidenc que va competir a primers del segle xx.
El 1904 va prendre part en els Jocs Olímpics de Saint Louis, on va guanyar la medalla d'or en la prova de vuit amb timoner del programa de rem.